# Neocets
Els neocets (Neoceti) són un clade de cetacis que conté tots els representants vivents d'aquest ordre i exclou el grup (probablement parafilètic) dels arqueocets. La morfologia dels neocets basals és bastant similar a la dels arqueocets, per la qual cosa es creu que els cetacis d'avui en dia descendeixen d'un grup d'arqueocets coneguts com a basilosàurids. Tanmateix, els neocets de l'Oligocè ja havien desenvolupat sinapomorfies cranials que els distingien clarament dels seus avantpassats arqueocets.